# Clethra poilanei
Clethra poilanei là một loài thực vật có hoa trong họ Clethraceae. Loài này được Gagnep. ex Dop mô tả khoa học đầu tiên năm 1928.